# Heather Hemmens
Heather Hemmens (* 10. července 1988 Waldo, Maine) je americká herečka, režisérka a producentka. Proslavila se rolí Alice Verdury v seriálu stanice The CW Superkočky. Od roku 2014 hraje roli Marcie Holmes v seriálu If Loveing You is Wrong. Od roku 2019 hraje hlavní roli v seriálu stanice The CW Roswell: Nové Mexiko.

## Životopis
Hemmens vyrostla ve městě Waldo v Maine. Má dva starší bratry a jednu starší sestru. Navštěvovala střední školu Mount View High School v Thorndike v Mine a na dva poslední roky střední uměleckou školu Walnut Hill School for Arts poblíž Bostonu. Po maturitě se přestěhovala do Los Angeles, aby se mohla věnovat herectví.

## Kariéra
Svou kariéru zahájila malými rolemi ve filmech jako Mistři hazardu (2005) a Cesta za vítězstvím (2006). V roce 2010 zrežírovala krátkometrážní filmy Perils of an Active Mind a Designated. Ve stejném roce také získala roli Alice Verdury v seriálu stanice The CW Superkočky Seriál byl však zrušen po odvysílání první řady. Hostující role si zahrála v seriálech Kriminálka New York, Kriminálka Miami, Beze stopy, The Haves and the Have Nots, Chirurgové a Upíří deníky.
V roce 2014 byla obsazena do telenovely stanice Oprah Winfrey Network If Loving You Is Wrong. V roce 2018 získala jednu z hlavních roli v seriálu stanice The CW Roswell: Nové Mexiko.

## Filmografie

### Film
| Rok  | Název                    | Role                 | Poznámky                                          |
| ---- | ------------------------ | -------------------- | ------------------------------------------------- |
| 2005 | Mistři hazardu           | dívka č. 1           |                                                   |
| 2006 | Cesta za vítězstvím      | latinská dívka       |                                                   |
| 2008 | The Candy Shop           | Yanni                |                                                   |
| 2009 | Road to the Altar        | Z                    |                                                   |
| 2010 | Perils of an Active Mind | Kim                  | krátkometrážní film, také režisérka a producentka |
| 2010 | Designated               |                      | krátkometrážní film, režisérka a producentka      |
| 2011 | Tři mušketýři            | Alexandra D'Artagnan |                                                   |
| 2012 | Complicity               | Kimberly             |                                                   |

### Televize
| Rok        | Název                       | Role              | Poznámky                       |
| ---------- | --------------------------- | ----------------- | ------------------------------ |
| 2004       | Pop Rocks                   | fanynka č. 1      | TV film                        |
| 2006       | Kriminálka New York         | Paris Brooks      | díl: „Vražda ve znamení Blues“ |
| 2007       | Kriminálka Miami            | Stephanie Bennett | díl: „Nalezený syn“            |
| 2007       | Beze stopy                  | Freddy            | díl: „Clean Up“                |
| 2010–2011  | Superkočky                  | Alice Verdura     | hlavní role, 22 dílů           |
| 2012       | Rise of the Zombies         | Ashley            | TV film                        |
| 2013       | The Haves and the Have Nots | Darcy             | 2 díly                         |
| 2013       | Chirurgové                  | Sasha             | 2 díly                         |
| 2014       | Upíří deníky                | Maggie James      | díl: „Man on Fire“             |
| 2014       | Bezohlední                  | Brenda            | díl: „Pilot“                   |
| 2014–2018  | If Loving You Is Wrong      | Marcie Holmes     | hlavní role, 76 dílů           |
| 2018       | Yellowstone                 | Melody Prescott   | vedlejší role, 3 díly          |
| 2019–dosud | Roswell: Nové Mexiko        | Maria DeLuca      | hlavní role                    |
| 2019       | Love, Take Two              | Lily Bellenger    | TV film (Hallmark)             |